# 武生氏
武生氏（たけふうじ）は、「武生」を氏の名とする渡来人系の氏族。

## 概要
応神天皇の時代に、百済より渡来したと伝わる王仁の子孫とされる西文氏系列の氏族の一つで、元の氏姓は「馬史」（馬毗登）である。西文氏は河内国古市郡を本拠地とし、現在の羽曳野市蔵之内にある「馬谷」の地名は、この氏の居住と関係があるものと思われる。『新撰姓氏録』「左京諸蕃」には、武生宿禰氏は「文宿禰同祖、王仁孫阿浪古首之後也」とある。
彼らが根拠地とした河内国古市郡は6世紀中頃からのヤマト王権にとって交通・運輸・倉庫の要所であり、それらの実務では渡来系氏族が活躍していた。文氏は蘇我氏の領導下にあり、蔵氏は文氏の下で蔵の管理を担当し、馬氏は西国からの貢納物を飛鳥に陸送する役目を果たしていた。
『続日本紀』によると、元正天皇の霊亀2年（716年）6月、正七位上の馬史伊麻呂が、新羅の丈5尺5寸の紫の驃馬（ひょうば）2匹を献上したとあり、左右馬寮の馬部の負名氏であったことが窺われる。その後、天平勝宝9歳（757年）に藤原不比等の諱を避けて史姓が「毗登」（ひと）に変更されたとあり、馬氏も「馬毗登」と名乗るようになる。
天平神護元年（765年）9月、河内国古市郡の正七位下馬毗登夷人と、右京の人馬毗登中成らが厚見連の氏姓を授けられている。同年12月に、「右京人従五位下馬毗登国人（うま の ひと くにひと）、河内国古市郡正六位上馬毗登益人（うま の ひと ますひと）ら等卌四人に姓を武生連と賜ふ」とあるのが、武生氏の初出である。その後、現れる氏族はすべて武生氏であり、上述の厚見氏は武生氏の傍流であったことが推測される。
一族の中で著名な人物は、宝亀3年（772年）9月に渤海使の壱万福らの送渤海客使となった武生連鳥守がいる。この時の航海は先ず失敗に終わり、使節団は能登国に漂着した。彼は再度、「送壱万福使」となり、宝亀4年（773年）10月、渤海より帰還している。天応元年（781年）4月、鳥守は正六位上から外従五位下に昇叙している
このほか、『西琳寺文永注記』に引用する「神護景雲二年帳」によると、少政人武生継長の名前が記されており、また『続紀』によると、神護景雲4年（770年）3月の称徳天皇の由義宮行幸には、葛井氏・船氏・津氏・文氏・蔵氏のほか、武生氏の男女を含めて230人が歌垣に奉仕しており、天皇は褒美として商布2000段、綿50屯を授けた、とある。延暦3年（784年）には、摂津職史生正八位下武生連佐比乎（たけふ の むらじ さひを）」が白い燕を貢上した、とあり、同7年（788年）2月には无位で、桓武天皇の皇太子安殿親王（のちの平城天皇）の乳母である武生連拍（たけふ の むらじ てうち）らに従五位下を授けた、とある。同10年（791年）に、左大史正六位上文忌寸最弟（ふみ の いみき もおと）と播磨少目（しょうさかん）正八位上武生連真象（たけふ の むらじ まかた）の奏上により、文忌寸・武生連は揃って宿禰姓を賜与されている。